# Barleria perrierii
Barleria perrierii är en akantusväxtart som beskrevs av Raymond Benoist. Barleria perrierii ingår i släktet Barleria och familjen akantusväxter. Inga underarter finns listade i Catalogue of Life.